# Eijsden
Eijsden este o comună și o localitate în provincia Limburg, Țările de Jos.

## Localități componente
Eijsden, Breust, Gronsveld, Mariadorp, Mesch, Oost-Maarland, Rijckholt, Withuis